# Chrome Division
Chrome Division je norská heavymetalová hudební skupina z Norska založená roku 2004. V Česku poprvé vystoupili v roce 2015 v rámci Basinfirefestu.

## Členové

### Současní členové
- Pål Mathiesen – zpěv
- Kjell Aage Karlsen – sólová kytara
- Shagrath – rytmická kytara
- Björn Luna – basová kytara
- Tony White – bicí

### Dřívější členové members
- Lex Icon – bicí
- Eddie Guz – zpěv

## Diskografie
- Doomsday Rock 'n Roll (2006), Nuclear Blast
- Booze, Broads and Beelzebub (2008), Nuclear Blast
- 3rd Round Knockout (2011), Nuclear Blast
- Infernal Rock Eternal (2014), Nuclear Blast
- One Last Ride (2018), Nuclear Blast